# طوني بارود
طوني بارود (16 مارس 1968-) إعلامي ولاعب كرة سلة لبناني.

## حياته ومشواره المهني
ولد في بلدة مشغرة البقاع الغربي، أصله من مدينة جونيه، برجه الحوت، من طائفة الروم الكاثوليك 
بدأ كلاعب كرة سلة في مباريات المدرسة، شارك في الكثير من المسابقات المحلية والدولية.
أنهى دراسته الجامعية من جامعة أن دي يو جامعة سيدة اللويزة، بدأ بلعب كرة السلة إنضم في البداية لنادي الكهرباء ذوق مكايل بعدها لنادي الحكمة ثم نادي الوردية.
كان لاعباً من ضمن تشيكلة منتخب لبنان الوطني لكرة السلة
لُقّبَ بإسطورة كرة السلة اللبنانية والعربية في التسعينات.
إختير كأفضل لاعب عربي خلال الدورات العربية في كرة السلة عامي 1996 و 2001
حاز على ألقاب عدة منها:- هدّاف بطولة الدول العربية والبطولة الدولية في العراق، وثاني هدّاف عربي لفئة الرجال، نال أيضا لقب أفضل صاحب أخلاق رياضية سبع مرات، أصيب فيما بعد إصابة قسرية جعلته يعتزل كرة السلة نهائياً بعدها 

### دخوله مجال الإعلام
دخل إلى مجال الإعلام من خلال ال بي سي المؤسسة اللبنانية للإرسال
بدأ بالتعليق على مباريات كرة السلة وقدم أيضا برنامجا متعلق بالرياضة 
في العام 2000 إنتقل لتقديم برامج الألعاب والبرامج الفنية  أولها مع المخرج سيمون أسمر التي حققت له شهرة كبيرة عربياً خضع لعملية تجميل لتصحيح شكل اذنيه. فتم تثبيتهما أكثر نحو الخلف بعدما كانتا منتصبتين إلى الامام 
عام 2001 قدم مباريات في ال بولو في أبوظبي بناء على طلب الشيخ صلاح بن زايد آل نهيان، وبعد استئذان المؤسسة اللبنانية للإرسال كما نظّم في العام نفسه برامج رياضية ترفيهية في فصل الصيف حضرها مع الممثل زياد سعيد في «الشترومف» 
عام 2012 قام بغناء أغنية لمنتخب لبنان لكرة القدم بعنوان الله حاميكم من كلمات والحان سليم عساف وتوزيع مارك عبد النور وداني الحلو.
عام 2013 شغل منصب مدير الشؤون الفنية في ال بي سي بعد المخرج طوني قهوجي
في مايو عام 2012 أفتتح مع زوجته مطعم كيوب في بيروت في مارس 2014 قام بافتتاح فرع له في دبي.
في أغسطس 2017 شارك الفنان ناجي الأسطا بأغنية حملت اسم «البطولة إلنا» (كلمات مارسيل مدور وألحان أحمد بركات توزيع دوري اسطفان تسجيل ريمون الحج) التي تدعم المنتخب اللبناني لكرة السلة
في أكتوبر 2017 قدم برنامج هي غنيتي The play list" وهو مأخوذ عن فورما عالمي بمشاركة زميلته زينة الراسي
في ديسمبر 2017 خلال فترة الأعياد قدم برنامج المسابقات "The spot game" مباشرة من أحد المراكز التجارية في بيروت
في مارس 2018 انضم إلى إذاعة «صوت الغد» حيث قدّم برنامج يومي بعنوان “شرقط البارود”
في سبتمبر 2018 أعلن انضمامه إلى أسرة قناة «إم تي في اللبنانية»، للتعليق على «بطولة الأندية العربية» لكرة السلة بعد غياب خمسة عشر عاماً عن التعليق على الأحداث الرياضية. عام 2023 انتقل إلى دبي ليقدم برنامج فرصة ثانية الحواري عبر منصة بلينكس في ليلة راس السنة نهاية العام 2023 عاد لتقديم برامج الألعاب ببرنامج "أنت وحظك ليكون بعدها برنامجاً أسبوعياً

### حياته الشخصية
تزوج في 15نوفمبر عام 2003  من كريستينا صوايا الحائزة على لقب ملكة جمال لبنان للعام 2001 رزق منها بإبنته الأولى ديا ماريا عام 2007 وإبنه جيورجيو 2010 ، في مارس عام 2014 إنفصلا وديا بعد زواج دام أكثر من عشرة سنوات.

## تجربته في التمثيل
عام 2009 تلقى عرضا من الكاتبة الأمريكية كارولينا إبلبيري للقيام بلعب دور صلاح الدين الأيوبي محرر القدس في أحد الأفلام العالمية الذي جرى تصويره في الأردن.

## نشاطاته الأنسانية
بدأ العمل الإنساني مع مؤسسة الينبوع الخيرية المختصة بذوي الاحتياجات الخاصة، في 15 تشرين الأول 2015 عين سفيرا لحملة «طلاب علم لا هجرة student world» التي تصب في مصلحة الطلاب اللبنانيين لتمكينهم من الدراسة في الجامعات الأسترالية، إلى جانب الممثلة ماغي بو غصن وملكة جمال المغتربين دانييلا رحمة 

## مشاركته في ديو المشاهير
في ديسمبر 2018 شارك في برنامج «ديو المشاهير» لغاية إنسانيّة هدفها مساعدة جمعيّة «الينبوع» التي اقترنت باسمه.

## البرامج التي قدمها
| البرنامج                                 | العام              | القناة             |
| ---------------------------------------- | ------------------ | ------------------ |
| تيلي سبورت                               | 1999               | ال بي سي           |
| عالباب ياشباب مع جيسي طراد               | 2000               | ال بي سي           |
| مين بيزيد                                | 2001               | ال بي سي           |
| حلها وإحتلها مع كارين دير كالوستيان      | 2002               | ال بي سي           |
| باص ستوب مع مريم أمين                    | 2003               | ال بي سي           |
| اكتشفنا البارود                          | 2005               | ال بي سي           |
| كلنا حدك                                 | 2006               | ال بي سي           |
| حفل إنتخاب ملكة جمال لبنان               | 2007               | ال بي سي           |
| ليلة حلم                                 | 2007               | ال بي سي           |
| أوبريت الضمير العربي                     | 2008               | ال بي سي           |
| شرفتوني                                  | 2009               | ال بي سي           |
| حفلات رأس السنة                          | 2013-2015          | ال بي سي           |
| ذا برايس إز رايت                         | 2010               | ال بي سي           |
| نقشت                                     | 2011               | ال بي سي           |
| أحلى جلسة                                | 2010-2015          | ال بي سي           |
| " هي غنيتي The play list" مع زينة الراسي | 2017               | ال بي سي           |
| " The spot game"                         | ديسمبر 2017        | ال بي سي           |
| " شرقط البارود"                          | 2018               | صوت الغد           |
| " بطولة الأندية العربية لكرة السلة"      | 2018               | إم تي في اللبنانية |
| " خلصوا البارود"                         | ديسمبر 2018        | إم تي في اللبنانية |
| " يوم مع الوطن"                          | 2019               | إم تي في اللبنانية |
| محلولة                                   | 2019               | تلفزيون لنا        |
| كمشتك                                    | 2020               | إم تي في اللبنانية |
| كرمالك يا وطن                            | 2020               | إم تي في اللبنانية |
| تعا ننسى                                 | 2022               | إم تي في اللبنانية |
| فرصة ثانية                               | منصة بلينكس        | 2023               |
| أنت وحظك                                 | إم تي في اللبنانية | 2024               |